# Puningtempel
Puningtempel is een Tibetaans-boeddhistische tempel in Chengde, Hebei, Volksrepubliek China. Het werd in 1755 gebouwd om respect van de Qing-dynastie te tonen voor de Chinese minderheden. De tempel ligt vlak bij de boeddhistische tempel Putuo Zongcheng. Het is een van de acht tempels buiten de binnenstad van Chengde. Puningtempel is gebouwd naar het voorbeeld van het Samyeklooster. Het gebouw is laat de Han-Chinese en Tibetaanse architectuur zien. In de tempel is het grootste houten beeld van Bodhisattva Avalokiteśvara (22,28 meter hoog) ter wereld te vinden.